# Redigobius dewaali
Redigobius dewaali es una especie de pez de la familia de los Gobiidae en el orden de los Perciformes.

## Morfología
Los machos pueden llegar a alcanzar los 4,2 cm de longitud total.

## Reproducción
Tiene lugar en la verano.

## Alimentación
Come crustáceos pequeños y larvas de insectos.

## Hábitat
Es un pez de clima subtropical y bentopelágico

## Distribución geográfica
Se encuentran en África: desde el sur de Mozambique hasta Knysna (Sudáfrica ).

## Observaciones
Es inofensivo para los humanos.